# A8-as autópálya (Lengyelország)
Az A8-as autópálya Lengyelország legkisebb távú autópályája lényegében Wrocławot veszi körül nyugat felől, az A4-es autópályából indul ki. Érdekesség: ha megépül itt Wrocławnál lesz Lengyelország legnagyobb hídja, mégpedig az Odera folyón.

## Iránya
Bielany Wrocławskie (A4) – Wrocław-Psie Pole (S8)